# Castello di Carona
Il castello di Carona, detto anche Castel Maria di Carona, sorgeva in località Carona, frazione di Fornovo di Taro in provincia di Parma.

## Storia
Il castello fu costruito nel XIII secolo dai Rossi. A metà del XIV secolo figura di proprietà di Giacomo de' Rossi. Nel 1408 fu preso dai Terzi, ma poco tempo dopo ritornò tra i possedimenti rossiani. In questo periodo il coste era conosciuto come "Castel Maria di Caronia", in onore a Pier Maria II de' Rossi.
Nel 1480 Pier Maria Rossi, assegnò nel suo testamento il castello di Carona come altre rocche dell'appennino al figlio Bertrando. Nel 1482 nell'ambito della guerra fra i Rossi e Ludovico il Moro il castello fu occupato dalle truppe ducali, venendo però prontamente ripreso da Guido de' Rossi.
Al termine della guerra che sancì la sconfitta di Guido il castello passò a Bertrando, legittimo erede.
Nel 1495, durante la Battaglia di Fornovo (parte della Prima guerra italiana) tra gli eserciti francese e della Santa alleanza anti-francese, il castello venne incendiato dalle truppe svizzere al soldo del re francese Carlo VIII.
Ereditato insieme al feudo di Berceto da Troilo I de' Rossi alla morte dello zio Bertrando, entrò a far parte dei domini dei Rossi di San Secondo sino a che Scipione I de' Rossi, oberato dai debiti contratti, non lo cedette nel 1666 al comune di Parma che lo lasciò in stato di abbandono. Nel XVIII secolo i gesuiti costruirono sui pochi resti del castello la Villa dei Gesuiti, adibita a residenza estiva del collegio dei Nobili.
Del castello non è rimasto più nulla, dato che sopra di esso è stata edificata la già citata villa.